# Diário Desportivo
Diário Desportivo é um jornal desportivo de Portugal com sede em Lisboa. Trata-se do primeiro jornal desportivo em Portugal a nascer no digital.

## História do jornal
O jornal desportivo Diário Desportivo nasceu a 05 de janeiro de 2022. O jornal nasceu para dar lugar a um espaço onde as pessoas possam ler notícias do âmbito desportivo em Portugal, sem que haja qualquer interferência externa. O Diário perserva e dá prioridade à indepedência e transparência. O DD foi fundado pelo jornalista Pedro Coelho, que já trabalhou para diversos jornais como o Record e o jornal A Bola
O Diário Desportivo foi o primeiro jornal a nascer por completo no digital .
Atualmente o jornal publica notícias relacionados ao futebol e tudo sobre os seus bastidores, como a transferência de jogadores.

## Diretores
1. Pedro Coelho (janeiro de 2022-presente)